# Ring Ring (album)
Ring Ring debitantski je studijski album švedskog sastava ABBA. U vrijeme snimanja grupa se koristila imenom "Björn & Benny, Agnetha & Frida", a zapravo nije postojala kao skupina. Nakon što je pjesma "Ring Ring" postala hit, članovi su odlučili nastupati i službeno kao sastav pod imenom ABBA.

## Popis pjesama
Popis pjesama je sa švedskog LP izdanja
- Strana A:

1. "Ring Ring (bara du slog en signal)" - 3:10
2. "Another Town, Another Train" - 3:13
3. "Disillusion" - 3:07
4. "People Need Love" - 2:46
5. "I Saw It In The Mirror" - 2:34
6. "Nina, Pretty Ballerina" - 2:53

- Strana B:

1. "Love Isn't Easy (But It Sure Is Hard Enough)" - 2:55
2. "Me And Bobby And Bobby's Brother" - 2:52
3. "He is Your Brother" - 3:19
4. "Ring Ring" (verzija na engleskom) - 3:06
5. "I Am Just A Girl" - 3:03
6. "Rock And Roll Band" - 3:11

## Osoblje
Abba
- Benny Andersson – klavir, klavijature, vokal, mellotron
- Agnetha Fältskog – vokal
- Anni-Frid Lyngstad – vokal
- Björn Ulvaeus – akustična gitara, guitara, vokal

Ostali izvođači
- Ola Brunkert – bubnjevi
- Rutger Gunnarsson – bas-gitara
- Roger Palm – bubnjevi
- Janne Schaffer – akustična gitara, električna gitara
- Mike Watson – bas-gitara